# Leltschyzy
Leltschyzy (belarussisch Лельчыцы; russisch Лельчицы Leltschizy) ist eine Siedlung städtischen Typs im Südwesten der belarussischen Homelskaja Woblasz und das administrative Zentrum des Rajon Leltschyzy.
Die 1569 erstmals schriftlich erwähnte Ortschaft hat etwa 10.000 Einwohner und liegt am linken Ufer des Ubort, nahe der ukrainischen Grenze etwa 250 km südwestlich von Homel. 
In der Ortschaft kreuzen sich die Fernstraßen P–36 und P–128.

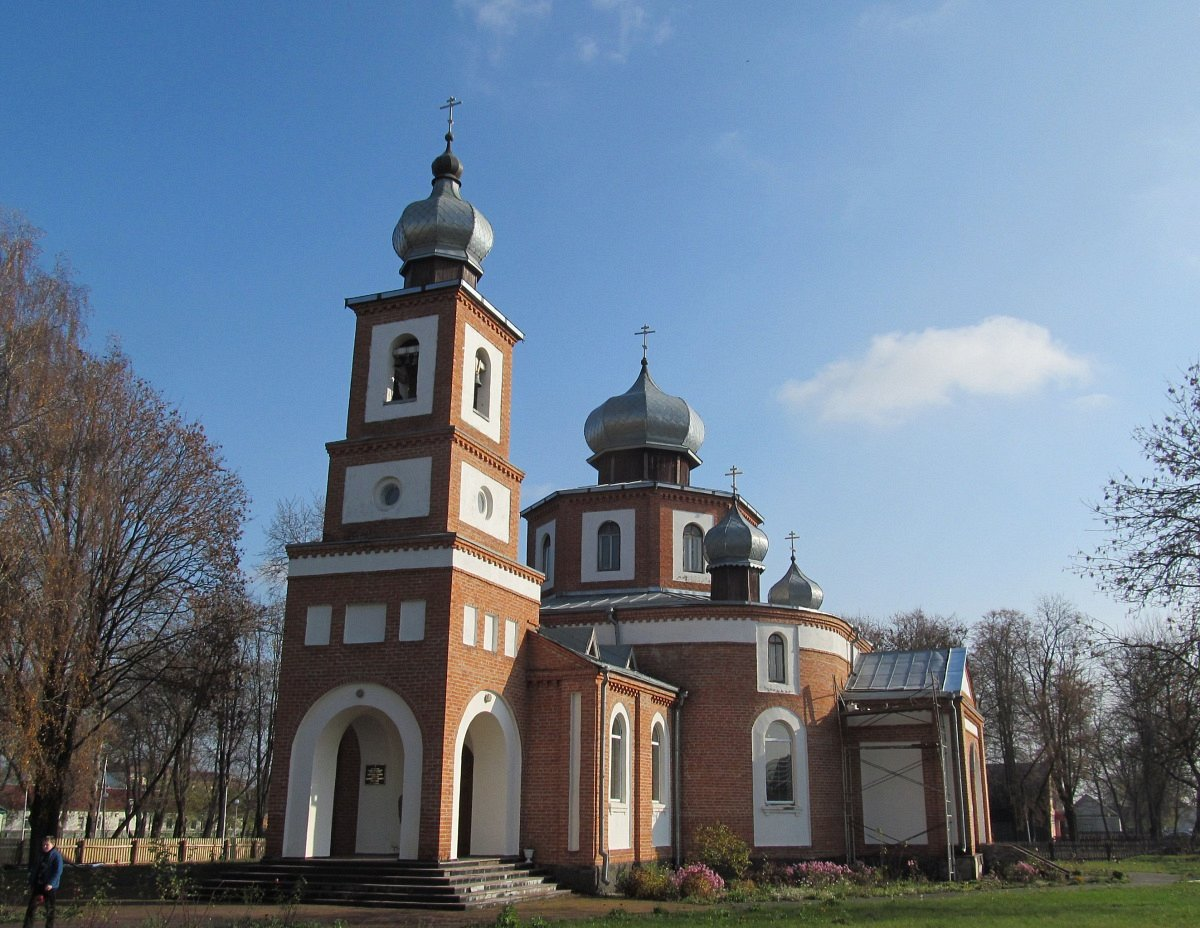
Orthodoxe Dreifaltigkeits-Kirche in Leltschyzy

Die Bevölkerung der Ortschaft setzt sich wie folgt zusammen: Weißrussen 95 %, Russen und Ukrainer jeweils 2 %, andere Ethnien (Juden, Kasachen, Kirgisen) 1 %.